# ازکونا
ازکونا (به انگلیسی: Ascona) شهری است که در بخش لوکارنو در ایالت تیسینودر کشور سوئیس واقع شده‌است که ۵٬۰۰۰ نفر جمعیت دارد.

## نگارخانه

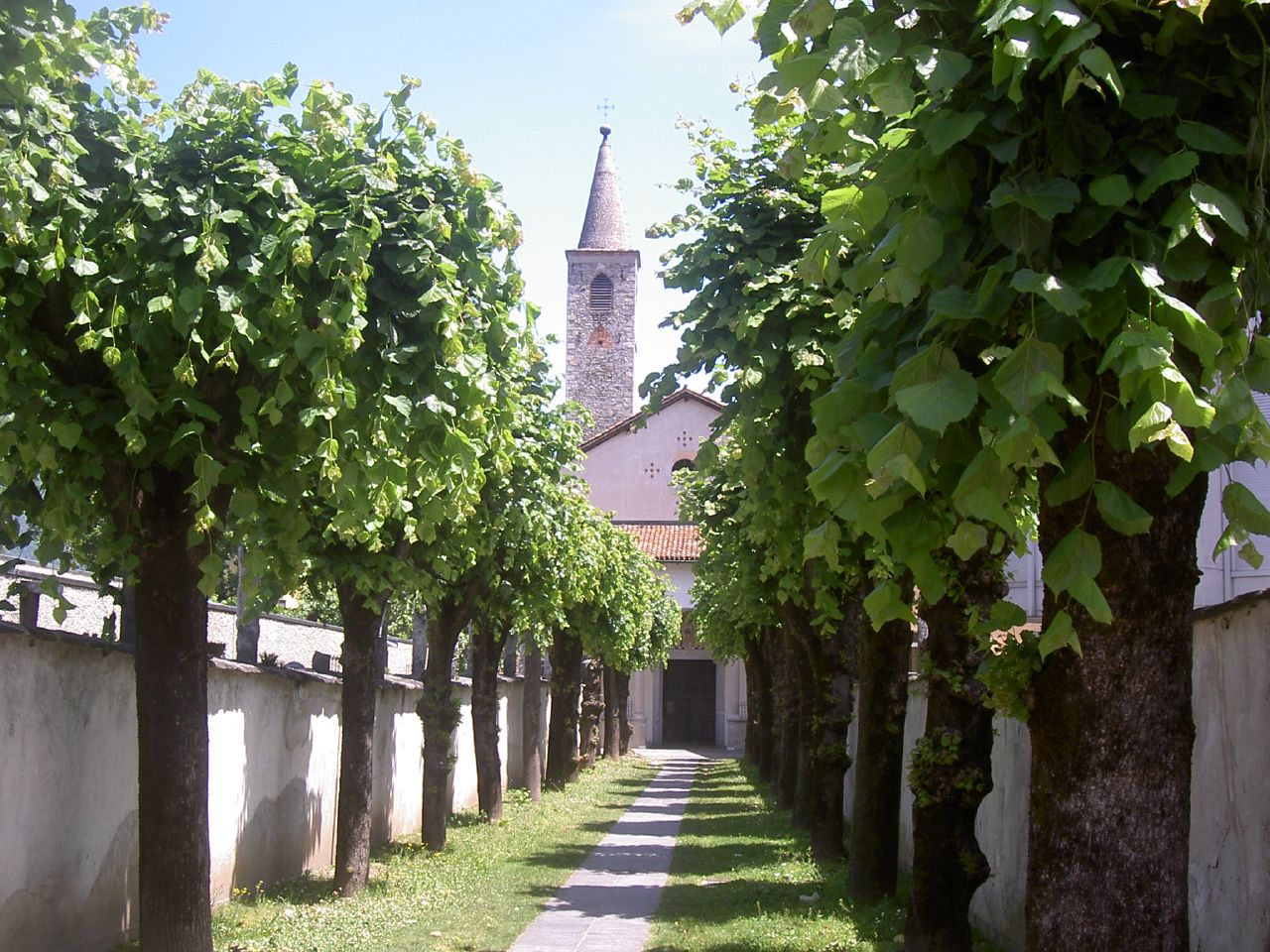
Church of S. Maria
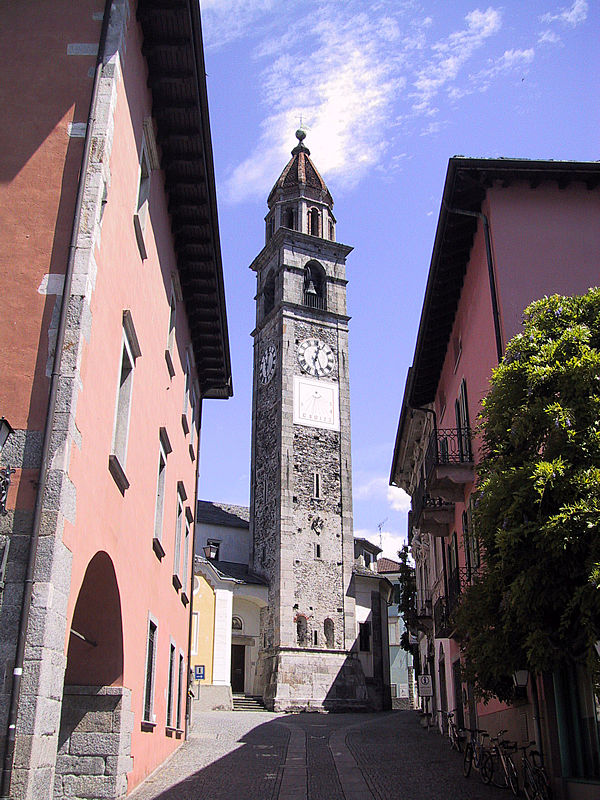
Parish Church of Ss. Pietro e Paolo
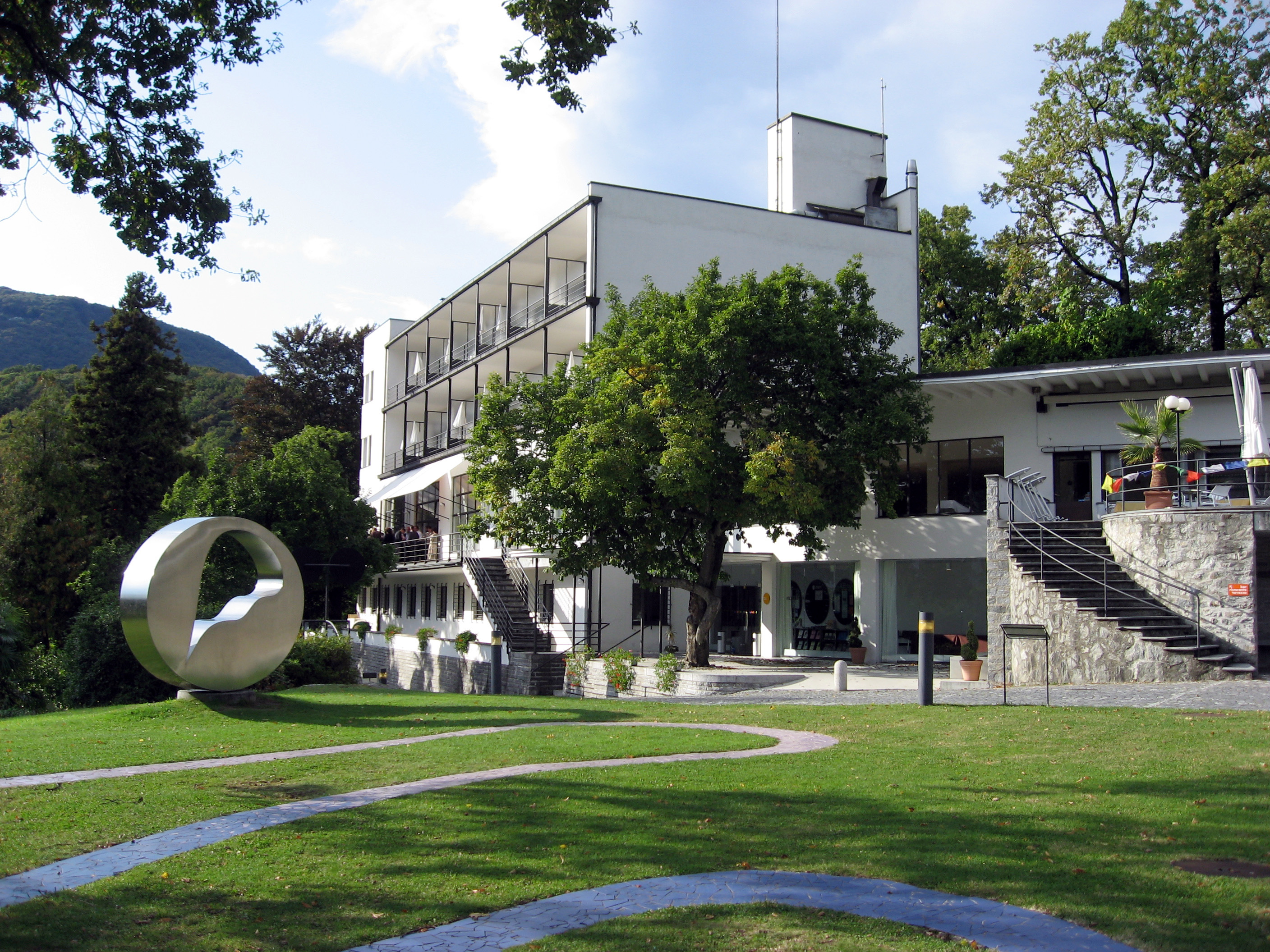
Hotel Monte Verità in the Albergo